# Athyrium bicolor
Athyrium bicolor är en majbräkenväxtart som beskrevs av Shunsuke Serizawa.
Athyrium bicolor ingår i släktet Athyrium och familjen Athyriaceae. Inga underarter finns listade i Catalogue of Life.